# Culicoides trisignatus
Culicoides trisignatus är en tvåvingeart som beskrevs av Jean-Jacques Kieffer 1921. Culicoides trisignatus ingår i släktet Culicoides och familjen svidknott. Inga underarter finns listade i Catalogue of Life.